# Ludvík Josef Bourbon-Condé
Ludvík Josef Bourbon-Condé (9. srpna 1736, Hôtel de Condé – 13. května 1818, Palais Bourbon) byl od roku 1740 do své smrti knížetem z Condé. Jako člen rodu Bourbonů držel prestižní postavení prince královské krve.

## Dětství
Ludvík Josef se narodil 9. srpna 1736 v Chantilly jako jediný syn Louise Henriho de Bourbon-Condé a jeho druhé manželky Karolíny Hesensko-Rotenburské. Jako člen vládnoucího rodu Bourbonů byl princem královské krve. Jeho otec Louis Henri byl nejstarším synem Ludvíka Bourbona, knížete z Condé (známý jako Monsieur le Duc) a jeho manželky Luisy Františky Bourbonské, legitimizované dcery krále Ludvíka XIV. a Madame de Montespan.
Během otcova života byl malý Ludvík Josef znám jako vévoda z Enghienu (duc d'Enghien). Ve čtyřech letech, po smrti otce v roce 1740 a matky v roce 1741 byl umístěn do péče svého strýce Ludvíka, hraběte z Clermontu, otcova nejmladšího bratra.

## Rodina

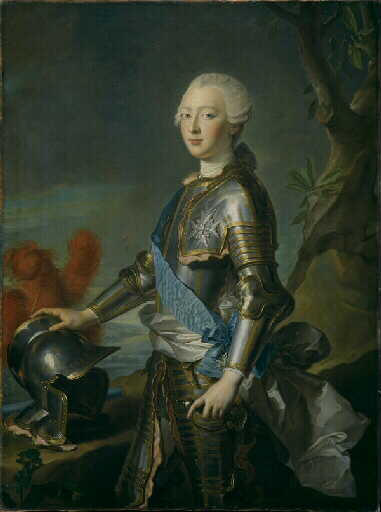
Ludvík Josef, Jean-Marc Nattier, asi 1755-66.

Ludvík Josef měl starší nevlastní sestru, Henriettu Bourbonskou, mademoiselle de Verneuil (1725–1780).
Přes svou matku byl bratrancem sardinského krále Viktora Amadea III. a Marie Terezy Savojské, princezny de Lamballe. Jeho bratranci a sestřenice ze strany otce byli orleánská vévodkyně Luisa Henrietta Bourbonská (matka Filipa Egalité) a její bratr Louis François I. de Bourbon, kníže z Conti, hlava další vedlejší větve královské dynastie. Viktorie Hesensko-Rotenburská, princezna ze Soubise, byla jeho další sestřenicí.
V roce 1753 se Ludvík Josef oženil s dcerou přítele krále Ludvíka XV. Karla, prince ze Soubise, Šarlotou. Šarlotinou matkou byla Anna Marie Luisa de La Tour d'Auvergne, dcera Emmanuela Théodose de La Tour d'Auvergne, vládnoucího vévody z Bouillonu. Pár byl oddán 3. května 1753 ve Versailles.
Spolu měli manželé tři děti: dceru Marii, která zemřela v dětství; jediného syna Ludvíka Jindřicha, který se stal posledním knížetem z Condé; a dceru Luisu Adelaidu. V roce 1770 se jeho syn oženil s Batildou Orleánskou, dcerou vévody Ludvíka Filipa I. Orleánského a sestrou Filipa Égalité. Manželství mělo zotavit vztahy mezi větvemi Condé a Orleáns.
Manželka Ludvíka Josefa zemřela v roce 1760 a jak šel čas, stal se jeho vztah s monackou kněžnou Marií Kateřinou Brignole vážným. Marie byla dcerou Giuseppe Brignole a Marie Anny Balbi. V roce 1769 si Marie zřídila domov v Hôtel de Lassay, přístavbě hlavního sídla knížete z Condé, Palais Bourbon. V roce 1770 její žárlivý manžel, kníže Honoré III. Monacký, nařídil uzavření hranic Monaka ve snaze zabránit jí v útěku. Jí se však podařilo přejít do Francie a našla si cestu do Le Mans na jihozápad od Paříže, kde se uchýlila do kláštera.
Kvůli nedovolenému postavení Marie Kateřiny jako milenky knížete z Condé s ní nová francouzská královna, 18letá Marie Antoinetta (manželka francouzského krále Ludvíka XVI.), zacházela u dvora špatně, což následně Ludvíka Josefa urazilo. Kolem roku 1774 začal Ludvík Josef a jeho milenka se stavbou Hôtel de Monaco, jejího trvalého sídla v Paříži. Stavělo se na rue Saint-Dominique u Palais Bourbon a stavba byla dokončena v roce 1777. Následně si monacký kníže Honoré konečně uvědomil, že jeho vztah s Marií Kateřinou zcela skončil a obrátil svou pozornost na své milostné aféry. Marie Kateřina později napsala svému manželovi, že jejich manželství lze shrnout třemi slovy: chamtivost, statečnost a žárlivost.

## Život

Erb knížete z Condé

Během vlády Ludvíka XV. a i jeho vnuka Ludvíka XVI. měl Ludvík Josef v královské domácnosti, Maison du Roi, postavení Grand Maître de France (velmistr Francie). Získáním hodnosti generála bojoval v sedmileté válce s určitou proslulostí a sloužil po boku svého tchána, prince ze Soubise. Také byl guvernérem Burgundska.
Mimoto byl kníže velitelem Condé armády emigrantů. Své velké bohatství použil k financování exilového francouzského odboje.
V roce 1765 byl jmenován dědicem své tety Alžběty Alexandriny, čímž obdržel velkorysé důchody, které Alžběta Alexandrina zase zdědila po své sestřenici Louise Françoise de Bourbon. V témže roce Ludvík Josef odkoupil palác Palais Bourbon, který dříve vlastnila jeho rodina, od krále Ludvíka XV., a rozhodl se jej přestavět z venkovského domu na monumentální palác v nově obrozeném klasicistním stylu. S ohledem na tuto skutečnost koupil v roce 1768 sousední Hôtel de Lassay a plánoval tyto dvě budovy sloučit do jedné. Palác však byl dokončen až na konci 80. let 18. století, na jejichž konci velká francouzská revoluce smetla starý režim. Poté se kníže přestěhoval z Hôtel de Condé, kde se narodil, do Palais Bourbon. Bývalá rezidence byla v roce 1770 prodána králi Ludvíkovi XV. a stala se následným místem Théâtre de l'Odéon. Dále Ludvík Josef zdědil zámek Chantilly, hlavní sídlo linie Condé. V Chantilly princ provedl v letech před francouzskou revolucí řadu vylepšení a výzdob. Na pozemku zámku nechal postavit Château d'Enghien, dům pro hosty na dobu, kdy se kníže bavil v Chantilly. Byl postaven v roce 1769 architektem Jeanem Françoisem Leroyem a později byl přejmenován na Château d'Enghien na počest Ludvíkova vnuka Ludvíka Antonína, vévody z Enghien, který se v Chantilly narodil v roce 1772. Nechal také vytvořit velkou zahradu v anglickém stylu a také osadu podobou té, kterou vytvořila královna Marie Antoinetta ve Versailles a na zámku Malý Trianon.
Ludvík Josef žil se svou milenkou Marií ve Francii do francouzské revoluce, kdy pár odešel o Německa a Velké Británie. V roce 1795 zemřel monacký kníže Honoré III. a 24. října 1793 se Ludvík Josef a Marie Kateřina v Londýně vzali. Manželství bylo drženo v tajnosti deset let, pár se údajně stal otevřeně známým jako manžel a manželka až po 26. prosinci 1808.

## Exil
Během francouzské revoluce byl Ludvík Josef oddaným stoupencem monarchie a jedním z hlavních vůdců kontrarevolučního hnutí. Po dobytí Bastily v roce 1789 se svým synem a vnukem uprchl z Francie před Jakobínským terorem, který zatýkal a popravoval nejvýznamnější Bourbony žijící ve Francii: král Ludvík XVI., královna Marii Antoinetta a orleánský vévoda (Filip Egalité) byli popraven v roce 1793, králova sestra Alžběta Filipína Francouzská přišla o hlavu v roce 1794.
Ludvík Josef se v roce 1791 usadil v Koblenzi, kde pomáhal organizovat a vést velkou kontrarevoluční armádu emigrantů. Kromě toho, že v ní byl vnuk knížete Ludvík Antonín a dva synové jeho bratrance, mladší bratr zesnulého krále hrabě z Artois, sbor zahrnoval mnoho mladých aristokratů, kteří se nakonec stali vůdci Restaurace Bourbonů o několik let později. Tato skupina zahrnovala také Armanda-Emmanuela du Plessis de Richelieu, Pierra Louise Jeana Casimira de Blacas a Françoise Reného de Chateaubriand.
Condého armáda původně bojovala ve spojení s Rakušany. Později, kvůli rozdílům s rakouským plánem útoku, však princ de Condé vstoupil se svým sborem v roce 1795 do spojení s Angličany. V roce 1796 armáda bojovala ve Švábsku. V roce 1797 Habsburská monarchie podepsala s první francouzskou republikou mír v Campo Formio, čímž formálně ukončila své nepřátelské akce proti Francouzům. Se ztrátou nejbližších spojenců armáda přešla do služeb ruského cara Pavla I. a byla umístěna v Polsku a v roce 1799 se vrátila k Rýnu pod vedením Alexandra Vasiljeviče Suvorova. V roce 1800, kdy Rusko opustilo spojeneckou koalici, armáda znovu vstoupila do služeb Anglie a bojovala v Bavorsku.
Armáda byla rozpuštěna v roce 1801, aniž by dosáhla svých hlavních ambicí, obnovení vlády Bourbonů ve Francii. Po rozpuštění sboru trávil Ludvík Josef exil v Anglii se svou druhou manželkou Marií Kateřinou Brignole, která zemřela v roce 1813.
Když byl poražen Napoleon Bonaparte, vrátil se Ludvík Josef do Paříže, kde obnovil své dvorské povinnosti jako grand maître v královské domácnosti Ludvíka XVIII. Ludvík Josef zemřel 13. května 1818 ve věku 81 let. Jeho nástupcem se stal jeho syn Ludvík Jindřich. Dcera Ludvíka Josefa, Luisa Adelaida, která byla jeptiškou, se stala abatyší v klášteře Remiremont; zemřela v roce 1824. Ludvík Josef byl pohřben v bazilice Saint-Denis.

## Potomci
Ludvík Josef měl se svou první manželkou tři děti:
- Marie Bourbonská (16. února 1755 – 22. června 1759)
- Ludvík Jindřich Bourbon-Condé (13. dubna 1756 – 30. srpna 1830), vévoda bourbonský a z Enghienu, pán ze Chantilly, kníže z Condé, ⚭ 1770 Batilda Orleánská (9. července 1750 – 10. ledna 1822)
- Luisa Adelaida Bourbonská (5. října 1757 – 10. března 1824), abatyše z Remiremontu

## Vývod z předků
|                            |                                                          |  |                             |                                                 |  |  |  |  |  |  |  | Louis, Grand Condé |
|                            |                                                          |  |                             |                                                 |  |  |  |  |  |  |  |                    |
|                            | Jindřich Jules Bourbon-Condé                             |  |                             |                                                 |  |  |  |  |  |  |  |                    |
|                            |                                                          |  |                             |                                                 |  |  |  |  |  |  |  |                    |
|                            |                                                          |  |                             | Claire-Clémence de Maillé-Brézé                 |  |  |  |  |  |  |  |                    |
|                            |                                                          |  |                             |                                                 |  |  |  |  |  |  |  |                    |
|                            | Ludvík III. Bourbon-Condé                                |  |                             |                                                 |  |  |  |  |  |  |  |                    |
|                            |                                                          |  |                             |                                                 |  |  |  |  |  |  |  |                    |
|                            |                                                          |  |                             | Eduard Falcký                                   |  |  |  |  |  |  |  |                    |
|                            |                                                          |  |                             |                                                 |  |  |  |  |  |  |  |                    |
|                            | Anna Henrietta Bavorská                                  |  |                             |                                                 |  |  |  |  |  |  |  |                    |
|                            |                                                          |  |                             |                                                 |  |  |  |  |  |  |  |                    |
|                            |                                                          |  |                             | Anna Gonzagová                                  |  |  |  |  |  |  |  |                    |
|                            |                                                          |  |                             |                                                 |  |  |  |  |  |  |  |                    |
|                            | Louis Henri de Bourbon-Condé                             |  |                             |                                                 |  |  |  |  |  |  |  |                    |
|                            |                                                          |  |                             |                                                 |  |  |  |  |  |  |  |                    |
|                            |                                                          |  |                             | Ludvík XIII.                                    |  |  |  |  |  |  |  |                    |
|                            |                                                          |  |                             |                                                 |  |  |  |  |  |  |  |                    |
|                            | Ludvík XIV.                                              |  |                             |                                                 |  |  |  |  |  |  |  |                    |
|                            |                                                          |  |                             |                                                 |  |  |  |  |  |  |  |                    |
|                            |                                                          |  |                             | Anna Rakouská                                   |  |  |  |  |  |  |  |                    |
|                            |                                                          |  |                             |                                                 |  |  |  |  |  |  |  |                    |
|                            | Luisa Františka Bourbonská                               |  |                             |                                                 |  |  |  |  |  |  |  |                    |
|                            |                                                          |  |                             |                                                 |  |  |  |  |  |  |  |                    |
|                            |                                                          |  |                             | Gabriel de Rochechouart de Mortemart            |  |  |  |  |  |  |  |                    |
|                            |                                                          |  |                             |                                                 |  |  |  |  |  |  |  |                    |
|                            | Madame de Montespan                                      |  |                             |                                                 |  |  |  |  |  |  |  |                    |
|                            |                                                          |  |                             |                                                 |  |  |  |  |  |  |  |                    |
|                            |                                                          |  |                             | Diane de Grandseigne                            |  |  |  |  |  |  |  |                    |
|                            |                                                          |  |                             |                                                 |  |  |  |  |  |  |  |                    |
| Ludvík Josef Bourbon-Condé |                                                          |  |                             |                                                 |  |  |  |  |  |  |  |                    |
|                            |                                                          |  |                             |                                                 |  |  |  |  |  |  |  |                    |
|                            |                                                          |  | Arnošt Hesensko-Rheinfelský |                                                 |  |  |  |  |  |  |  |                    |
|                            |                                                          |  |                             |                                                 |  |  |  |  |  |  |  |                    |
|                            | Vilém Hesensko-Rotenburský                               |  |                             |                                                 |  |  |  |  |  |  |  |                    |
|                            |                                                          |  |                             |                                                 |  |  |  |  |  |  |  |                    |
|                            |                                                          |  |                             | Marie Eleonora ze Solms-Hohensolms              |  |  |  |  |  |  |  |                    |
|                            |                                                          |  |                             |                                                 |  |  |  |  |  |  |  |                    |
|                            | Arnošt Leopold Hesensko-Rotenburský                      |  |                             |                                                 |  |  |  |  |  |  |  |                    |
|                            |                                                          |  |                             |                                                 |  |  |  |  |  |  |  |                    |
|                            |                                                          |  |                             | Ferdinand Karel z Löwenstein-Wertheim-Rochefort |  |  |  |  |  |  |  |                    |
|                            |                                                          |  |                             |                                                 |  |  |  |  |  |  |  |                    |
|                            | Marie Anna z Lowenstein-Wertheim                         |  |                             |                                                 |  |  |  |  |  |  |  |                    |
|                            |                                                          |  |                             |                                                 |  |  |  |  |  |  |  |                    |
|                            |                                                          |  |                             | Anna Marie z Fürstenberg-Heiligenberg           |  |  |  |  |  |  |  |                    |
|                            |                                                          |  |                             |                                                 |  |  |  |  |  |  |  |                    |
|                            | Karolína Hesensko-Rotenburská                            |  |                             |                                                 |  |  |  |  |  |  |  |                    |
|                            |                                                          |  |                             |                                                 |  |  |  |  |  |  |  |                    |
|                            |                                                          |  |                             | Ferdinand Karel z Löwenstein-Wertheim-Rochefort |  |  |  |  |  |  |  |                    |
|                            |                                                          |  |                             |                                                 |  |  |  |  |  |  |  |                    |
|                            | Maxmilián Karel Albrecht z Löwenstein-Wertheim-Rochefort |  |                             |                                                 |  |  |  |  |  |  |  |                    |
|                            |                                                          |  |                             |                                                 |  |  |  |  |  |  |  |                    |
|                            |                                                          |  |                             | Anna Marie z Fürstenberg-Heiligenberg           |  |  |  |  |  |  |  |                    |
|                            |                                                          |  |                             |                                                 |  |  |  |  |  |  |  |                    |
|                            | Eleonora z Löwenstein-Wertheim                           |  |                             |                                                 |  |  |  |  |  |  |  |                    |
|                            |                                                          |  |                             |                                                 |  |  |  |  |  |  |  |                    |
|                            |                                                          |  |                             | Matyáš Khuen z Lichtenbergu a Belasi            |  |  |  |  |  |  |  |                    |
|                            |                                                          |  |                             |                                                 |  |  |  |  |  |  |  |                    |
|                            | Polyxena Marie Khuen z Lichtenbergu a Belasi             |  |                             |                                                 |  |  |  |  |  |  |  |                    |
|                            |                                                          |  |                             |                                                 |  |  |  |  |  |  |  |                    |
|                            |                                                          |  |                             | Anna Zuzana z Meggau                            |  |  |  |  |  |  |  |                    |
|                            |                                                          |  |                             |                                                 |  |  |  |  |  |  |  |                    |